# Буряковка (Житомирская область)
Буряковка (укр. Буряківка) (в 1934—1939  — Марьяновка) — село на Украине, основано в 1934 году, находится в Пулинском районе Житомирской области.
Население по переписи 2001 года составляет 294 человека. Почтовый индекс — 12000. Телефонный код — 4131.

## Адрес местного совета
12000, Житомирская область, Пулинский р-н, пгт Пулины, ул. Незалежности, 13